# Філ Груневелд

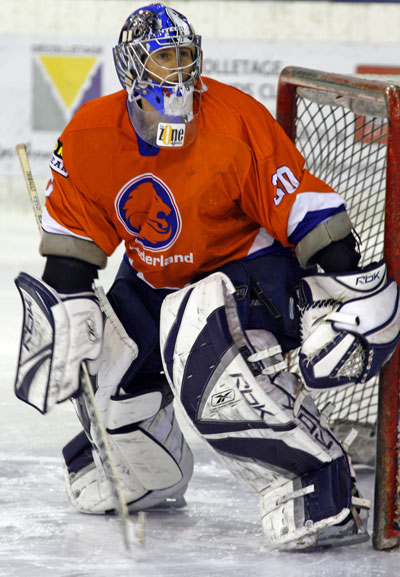
Філ Груневелд у складі збірної Нідерландів

Філ Гру́невелд (нід. Phil Groeneveld; народився 18 вересня 1974, Ошава, Онтаріо, Канада) — нідерландський хокеїст, воротар. Наразі виступає за «Аллеге» в Серії A. У складі національної збірної Нідерландів учасник кваліфікаційних турнірів до зимових Олімпійських ігор 2006 і 2010, учасник чемпіонатів світу 2005 (дивізіон I), 2006 (дивізіон I), 2007 (дивізіон I), 2008 (дивізіон I), 2009 (дивізіон I) і 2010 (дивізіон I).
Виступав за «Огастанський університет», «Вічита Тандер», «Форт-Вейн Файр», «Вірі-Шатійон» «Руан Дрегонс», «Амстел Тейгерс», «Амстердам Бульдогс», «Больцано», «Тілбург Трепперс», «Аллеге».

## Досягнення
- Найкращий воротар Французької ліги (2000—01);
- Найкращий воротар Ередивізі (2002—03);